# Cantó de Dourdan
El cantó de Dourdan és un cantó francès del departament d'Essonne, situat al districte d'Étampes i al de Palaiseau. Des del 2015 té 28 municipis i el cap és Dourdan.

## Municipis
- Angervilliers
- Breuillet
- Breux-Jouy
- Briis-sous-Forges
- Chamarande
- Chauffour-lès-Étréchy
- Corbreuse
- Courson-Monteloup
- Dourdan
- Étréchy
- Fontenay-lès-Briis
- La Forêt-le-Roi
- Forges-les-Bains
- Les Granges-le-Roi
- Janvry
- Limours
- Mauchamps
- Richarville
- Roinville
- Saint-Chéron
- Saint-Cyr-sous-Dourdan
- Saint-Maurice-Montcouronne
- Saint-Sulpice-de-Favières
- Sermaise
- Souzy-la-Briche
- Le Val-Saint-Germain
- Vaugrigneuse
- Villeconin

## Història
| Data d'elecció                           | Identitat              | Partit                                  | Qualitat |
| ---------------------------------------- | ---------------------- | --------------------------------------- | -------- |
| 1945-1949                                | M. Rigal               | PCF                                     |          |
| 1949-1955                                | Pierre Pavard          | MPR                                     |          |
| 1955-1979                                | Pierre Ceccaldi-Pavard | MPR, després Divers droite, després UDF |          |
| 1979-1998                                | Yves Tavernier         | PS                                      |          |
| 1998-2004                                | Joël Chardine          | PS                                      |          |
| 2004-                                    | Dominique Écharoux     | UMP                                     |          |
| les dades anteriors no són pas conegudes |                        |                                         |          |
|                                          |                        |                                         |          |

## Demografia
| A partir de 1990: Població sense dobles comptes |